# Chaetocnema furthi
Chaetocnema furthi es un coleóptero de la familia Chrysomelidae. Fue descrita científicamente en 1996 por Medvedev.